# Château du Cayla
Pour les articles homonymes, voir Cayla.
Le château du Cayla  est situé dans la commune de Cruéjouls - près de Rodez - dans le département de l'Aveyron (France). Il est construit au sommet d'une colline au flancs escarpés, qui se situe au-dessus de la rivière Aveyron.
Moyrazès, qui possède toujours un très ancien pont de pierre sur l'Aveyron, servait d'étape sur la route allant de Villefranche-de-Rouergue à Rodez. Le château au centre du village était une résidence des évêques de Rodez détruite vers 1500.

## Historique
La construction du château fort a été lancée, à une date incertaine, par la famille de Cassagnes (cf. l'article Cassagnes), seigneurs du Cayla, à Moyrazès, qui en est originaire. Le site est mentionné, pour la première fois, dans un document de 1062, qui évoque les frères Hugues et Rigald de Cassagnes, fils de Raymond et de Richilde.
Antoine de Cassagnes de Beaufort, seigneur du Cayla, était gentilhomme de la chambre du roi Henri IV qui lui écrit une lettre datée du 20 octobre 1583.
La famille de Cassagnes quitta le château du Cayla et le Rouergue, au début du XVIIe siècle, pour s'installer dans le château de Pesteils (Haute-Auvergne).
Au siècle suivant, l'édifice fut vendu par les Cassagnes à Antoine Rous qui se qualifiait en 1754 de seigneur du Cayla. Lors de la Révolution française, le château devint la propriété de la famille de Rodat qui affermait le domaine au notaire du lieu.
Il a été la propriété  de la famille Mazenq depuis la fin du XIXe siècle.
Depuis 2019, il appartient à la famille Mezy.

## Architecture
Le château est situé sur une éperon aménagé au bord d'un petit plateau cultivé, avec une enceinte polygonale dont il reste deux tours rondes, le reste d'une courtine et d'un châtelet.
Le château qui paraît avoir été reconstruit au XVIe siècle et XVIIe siècle, comporte plusieurs corps de bâtiments rustiques.
Le logis est un bâtiment haut de trois étages carrés sur rez-de-chaussée, avec une tour carrée semi-engagée de même hauteur en façade et une aile formant courtine jusqu'à une tour d'enceinte ronde. De l'autre côté, un grand bâtiment de communs s'articule en équerre sur la cour.

## Armes, blasons, devises
On peut encore voir sur la taque de certaines cheminées des armoiries qui sont celles de la famille de Cassagnes et de Beaufort:
- “D’azur, au lion d’or (qui est Cassagnes), au bâton de gueules en bande brochant sur le tout (qui est Beaufort)”